# Дунс Скот
Јован Дунс Скот (енгл. Duns Scotus; око 1266 — 8. децембар 1308) је био католички теолог, филозоф и логичар. Био је један од најутицајнијих теолога и филозофа високог средњег века, па му је, због проницљивог духа, наденут и латински надимак Doctor subtilis.

## Биографија
Није сасвим јасно где је рођен. Неки држе да је рођен у Дунсу у Шкотској, док други мисле да је рођен у Ирској. Ступио је у фрањевачки ред, те је 1291. у Нортхамптону, у Енглеској заређен за свештеника, а студирао је и поучавао у Паризу (1293–1297) и Оксфорду, а можда и у Кембриџу. Био је протеран с Париског универзитета, јер је стао на страну папе Бонифација VIII, а против француског краља Филип IV. На концу је 1307. дошао у Келн у Немачкој.
Био је један од највећих фрањевачких теолога и утемељитељ посебног правца унутар сколастике, који ће бити назван »скотизам«. Потицао је из »Старе фрањевачке школе« којој су припадали Александар Халешки (умро 1245), Бонавентура (умро 1274), Јован Пекам (умро 1292) и други. Називали су га Doctor subtilis, јер је био изразито вешт у мирењу различитих погледа на неку ствар.
Умро је у Келну, а покопан је у фрањевачкој цркви у том граду. На саркофагу му на латинском пише: ».« - Шкотска (Ирска се до 13. стољећа називала и Шкотском) ме родила. Енглеска ме прихватила. Француска ме учила. Келн ме држи.
У Келну се столећима поштује као блаженик, а папа Јован Павле II проширио је 20. марта 1993. његово штовање на целу Цркву.

## Филозофија
Дунс Скот био је филозоф хришћанске сколастике. Он је проучавао метафизику и бавио се категоријама као што су постојање, биће и друго. Он је такође заступао принцип индивидуације (нпр. људи су различити међусобно). Што се тиче проблема универзалија он је био реалиста.